# Храм Святителя Миколая (Поділ)

Якір перед входом, крім смислу духовного пристанища, нагадує про Св. Миколая як патрона мореплавців

Не плутати з Церквою святого Миколи Йорданського УПЦ МП, яка також розташована на Подолі в Києві і яку також називають храмом святителя Миколая Чудотворця
Храм Святителя Миколая — сакральна споруда на Подолі в Києві. Сучасна дерев'яна церква збудована в традиціях народної архітектури. Знаходиться поблизу місцевості Юрковиця.
У 2003 році Подільська експедиція ІА НАН України дослідила поруч із сучасним храмом велику споруду княжої доби. Її залишки помітили під час земляних робіт у 1989 р. на глибині 3,5—3,6 м від сучасної поверхні, у кварталі між вулицями Юрківська — Костянтинівська — Фрунзе — Оленівська, лише в кількох метрах від нової церкви. Як виявилось, тут стояв тринефний чотиристовпний храм завдовжки 19,53 м і завширшки 14,77 м².
Кам'яниця стояла на місці дерев'яної церкви X—XI ст., була зруйнована у XIII ст. і відродилась у період Козаччини, існувала до початку XVIII ст. Знахідка має велике значення, вона — перша подібна за півстоліття.
Нинішня дерев'яна церква є тимчасовою спорудою. Передбачається поновлення давньоруського храму.